# Kristdemokratiska partiet (Chile)
Kristdemokratiska partiet (spanska: Partido Democrata Cristiano) är Chiles kristdemokratiska parti, som har haft 2 personer vid makten, efter demokratins återinförande. Partiet bildades den 28 juli 1957.